# Fregio di Beethoven
Il Fregio di Beethoven è un dipinto di Gustav Klimt, sviluppato su tre pareti per una lunghezza totale di 34 m. Databile al 1902, è conservato nel Palazzo della Secessione a Vienna.

## Storia

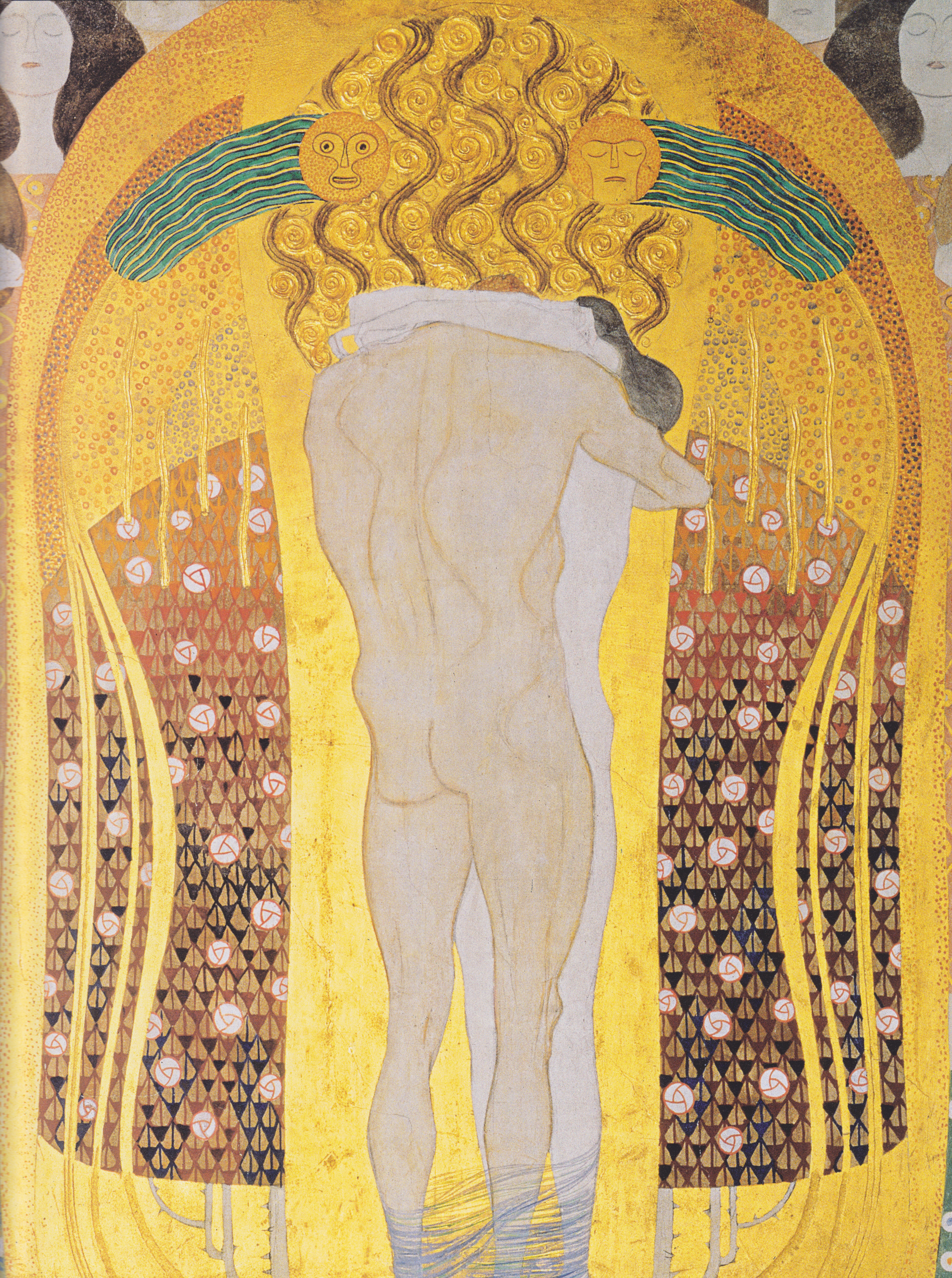
Questo bacio a tutto il mondo.

Klimt realizzò il fregio in occasione della XIV esposizione degli artisti aderenti alla Secessione viennese. La mostra ebbe luogo nel 1902 e l'opera centrale dell'esposizione era la statua di Max Klinger dedicata al grande compositore Ludwig van Beethoven, il quale in quegli anni era visto come "l'incarnazione del genio" e la sua opera era considerata come "l'esaltazione dell'amore e dell'abnegazione che possono redimere l'uomo". L'allestimento interno della mostra fu affidato a Josef Hoffmann.
Il fregio scatenò subito una forte critica da parte del pubblico. Le figure rappresentate furono considerate ripugnanti, in particolare le tre Gorgoni, mentre l'indignazione totale fu suscitata dalle allegorie di Impudicizia, Lussuria e Intemperanza per i riferimenti agli organi sessuali che Klimt inserì nell'opera. In generale l'esposizione si rivelò un fallimento.
L'opera di Klimt non sarebbe dovuta rimanere esposta oltre la manifestazione, per cui egli dipinse direttamente sulla parete con materiali facilmente asportabili. Il fregio non fu distrutto come previsto solo perché venne deciso di dedicare la XVIII esposizione dell'anno successivo alle opere di Klimt, quindi venne lasciato nel Palazzo della Secessione.
Nel 1903, quando il collezionista Carl Reininghaus acquistò il fregio, esso fu diviso in 7 parti. Nel 1915 Reininghaus lo vendette all'industriale August Lederer, uno dei sostenitori più importanti di Klimt e proprietario di quella che fu probabilmente la raccolta più vasta a quel tempo di quadri di questo pittore in mani private. Nel 1938 il governo nazista confiscò l'opera alla famiglia Lederer, come avvenne a tante altre famiglie di origine ebraica. Il Fregio di Beethoven venne restituito alla famiglia Lederer solo dopo la fine della seconda guerra mondiale.
Nel 1973 il Fregio di Beethoven fu acquistato dalla Repubblica d'Austria. Seguì dunque un restauro di dieci anni sotto la direzione di Manfred Koller. Dopo il restauro del Palazzo della Secessione nel 1985, fu creato un locale nel piano interrato appositamente per esporre l'opera di Klimt. Dal 1986 è possibile vedere l'opera. In occasione delle celebrazioni del 150º anniversario della nascita di Klimt, si è tenuta a Milano dal 4 febbraio al 6 maggio 2012, presso lo Spazio Oberdan della Provincia, la mostra Gustav Klimt. Disegni intorno al fregio di Beethoven.

## Descrizione
La Nona Sinfonia è il criterio ispiratore del fregio di Klimt, composto di tre parti; le tre pareti dipinte costituiscono una sequenza coerente: "L'anelito alla felicità" si scontra con le "Forze ostili" e trionfa con "l'Inno alla gioia". Come scrive Eva di Stefano è possibile leggere nel Fregio "la contrapposizione atemporale tra bene e male, e l'aspirazione al riscatto ideale attraverso l'arte, dal punto di vista del rapporto uomo-donna: nell'opera il momento della liberazione è identificato con il raggiungimento dell'estasi amorosa, e il regno ideale con l'abbraccio di una donna." Detto ciò, è più facile rendersi conto che alla figura maschile del Cavaliere (con i tratti somatici di Gustav Mahler), nella prima parete longitudinale, corrisponde nella parete di fronte la figura femminile della Poesia.
Il fregio racconta il percorso che il Cavaliere dovrà compiere per raggiungere la donna e congiungersi a lei. Durante questo percorso il Cavaliere dovrà sconfiggere le forze del male e resistere alle tentazioni di sirene malvagie.
Egli incontrerà diverse figure femminili: incrocerà per prime le due figure propiziatrici, poi sarà la volta della corrente fluttuante di corpi da cui verrà guidato nella via pericolosa che dovrà superare, infine il Cavaliere arriverà nell'universo malefico abitato dalle Gorgoni e dalle loro compagne terrificanti. Sulle Gorgoni regna il mostro  Crozio, un'orrenda scimmia con coda di serpenti e ali. Crozio rappresenta l'ottusità materialista mentre il Cavaliere è la personificazione dell'Artista. Il Cavaliere, quindi, lotterà contro Crozio per affermare il regno dell'arte. Dopo questa battaglia vedremo il Cavaliere spogliato della sua corazza, visto di spalle, immerso nell'abbraccio con la Poesia. Quest'immagine potrebbe essere interpretata come la figura dell'eroe vittorioso che celebra la liberazione e il trionfo sulle forze malvagie. In realtà il Cavaliere è un amante soggiogato, l'abbraccio appare come l'immagine della sua resa al potere dell'Eros, al potere femminile.

## Tecnica
Il fregio è dipinto con colori alla caseina su intonaco applicato a incannucciato e con inserimento di pietre dure e madreperla.

## Stile
Klimt ha fuso insieme diversi stili pittorici: dalla pittura vascolare greca e dalla pittura egiziana ricavò la concezione della parete come fascia dove si allineano in sequenza figure ed eventi; dalle stampe di Hokusai e Utamaro riprese il segno incisivo; la scultura africana gli suggerì le orride maschere che abitano il regno del male; micenee sono invece quelle spirali che si ripetono attorno alla figura della Poesia.

## Retaggio
Kokoschka esegue il manifesto Pietà, la cui figura femminile ricordava la donna scheletrica dipinta da Klimt nel Fregio di Beethoven, sul gruppo delle tre Gorgoni.

## Restauro
Intorno alla metà del 1970, dopo che il Fregio di Beethoven fu acquistato dalla Repubblica d'Austria, iniziò un restauro. Il restauro durò all'incirca dieci anni e fu diretto da Manfred Koller.
Successivamente seguì anche il restauro del Palazzo della Secessione durante il quale fu creato un locale nel piano interrato appositamente per esporre l'opera di Klimt.